# Schleppplatte
Schleppplatten kommen zur Anwendung, wenn zwischen zwei Bauteilen Bewegungen entstehen, die überbrückt werden müssen. Um den Übergang auszugleichen, wird eine Schleppplatte über eine definierte Distanz eingebaut.

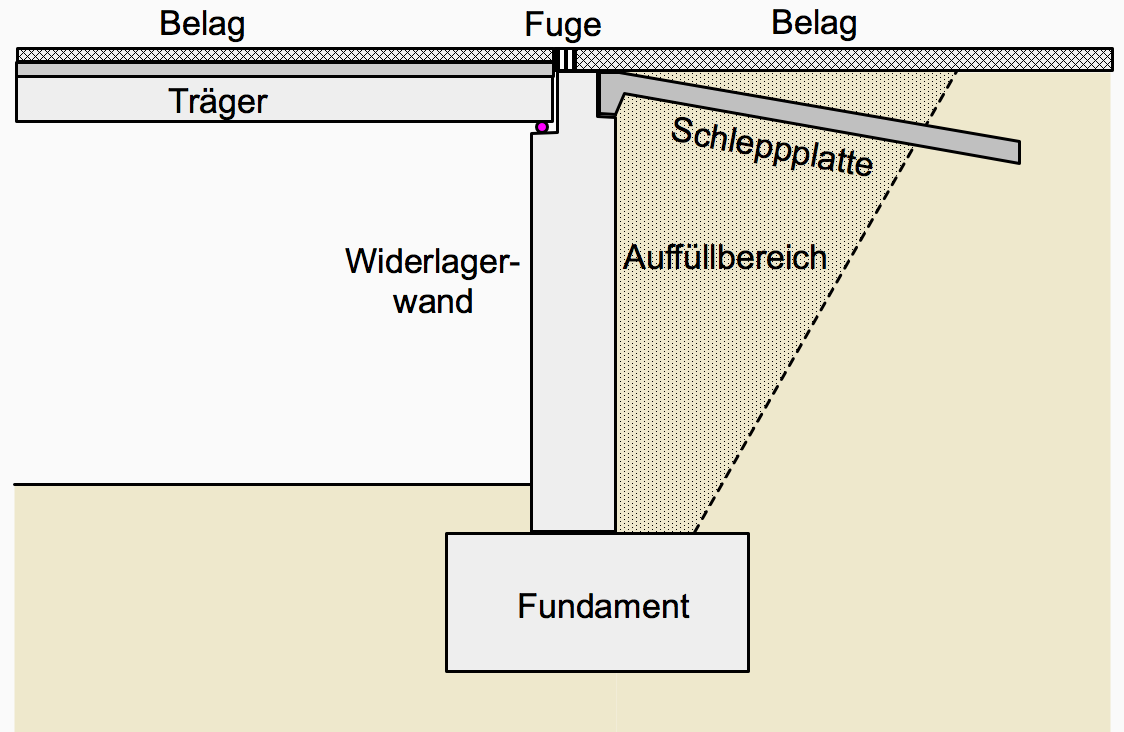
Schleppplatte bei Brücken
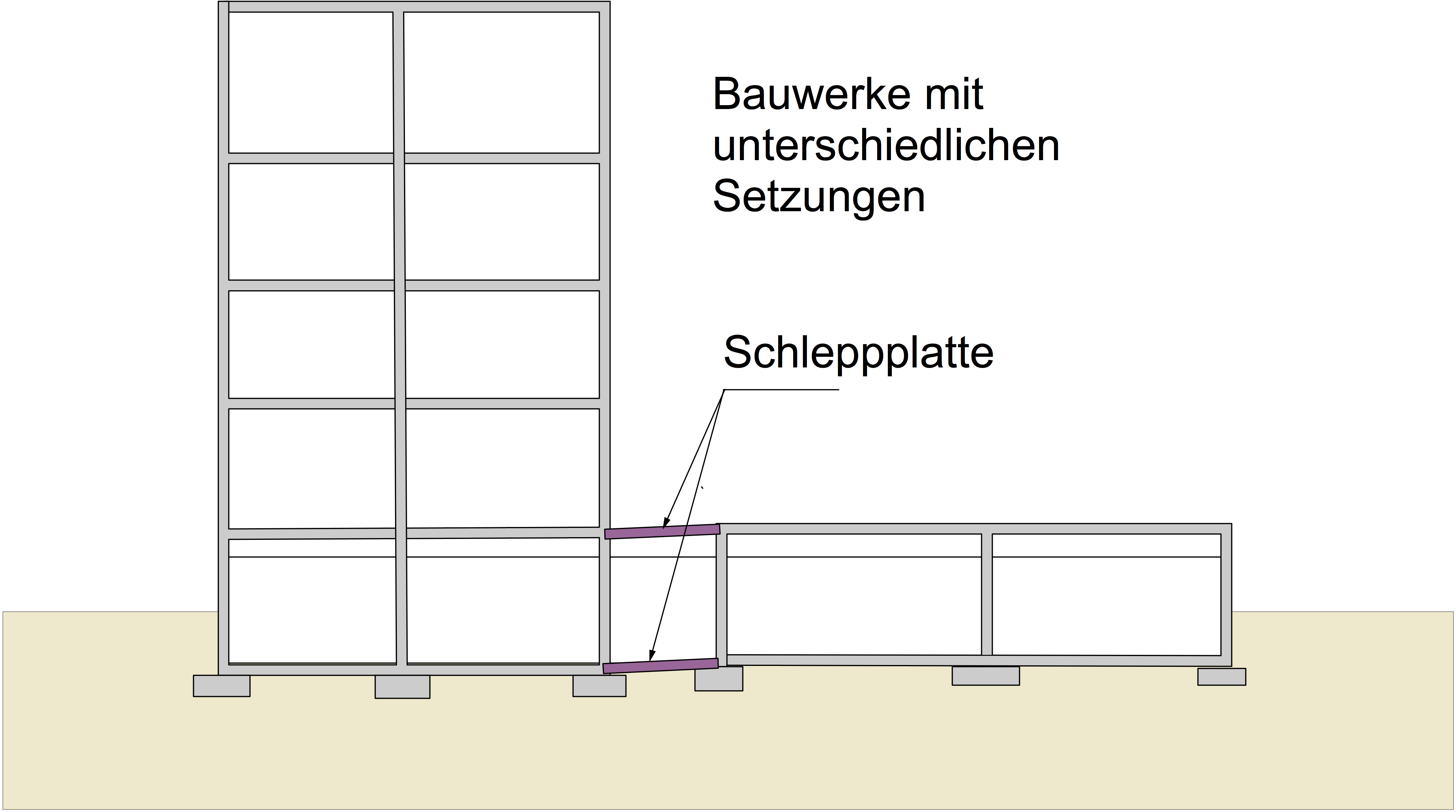
Schleppplatten im Hochbau
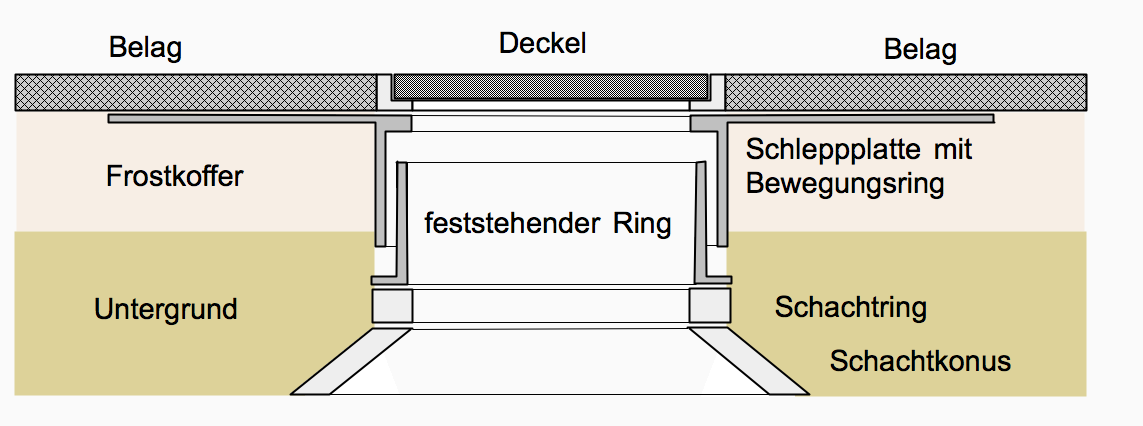
Schleppplatte bei Kanalschacht
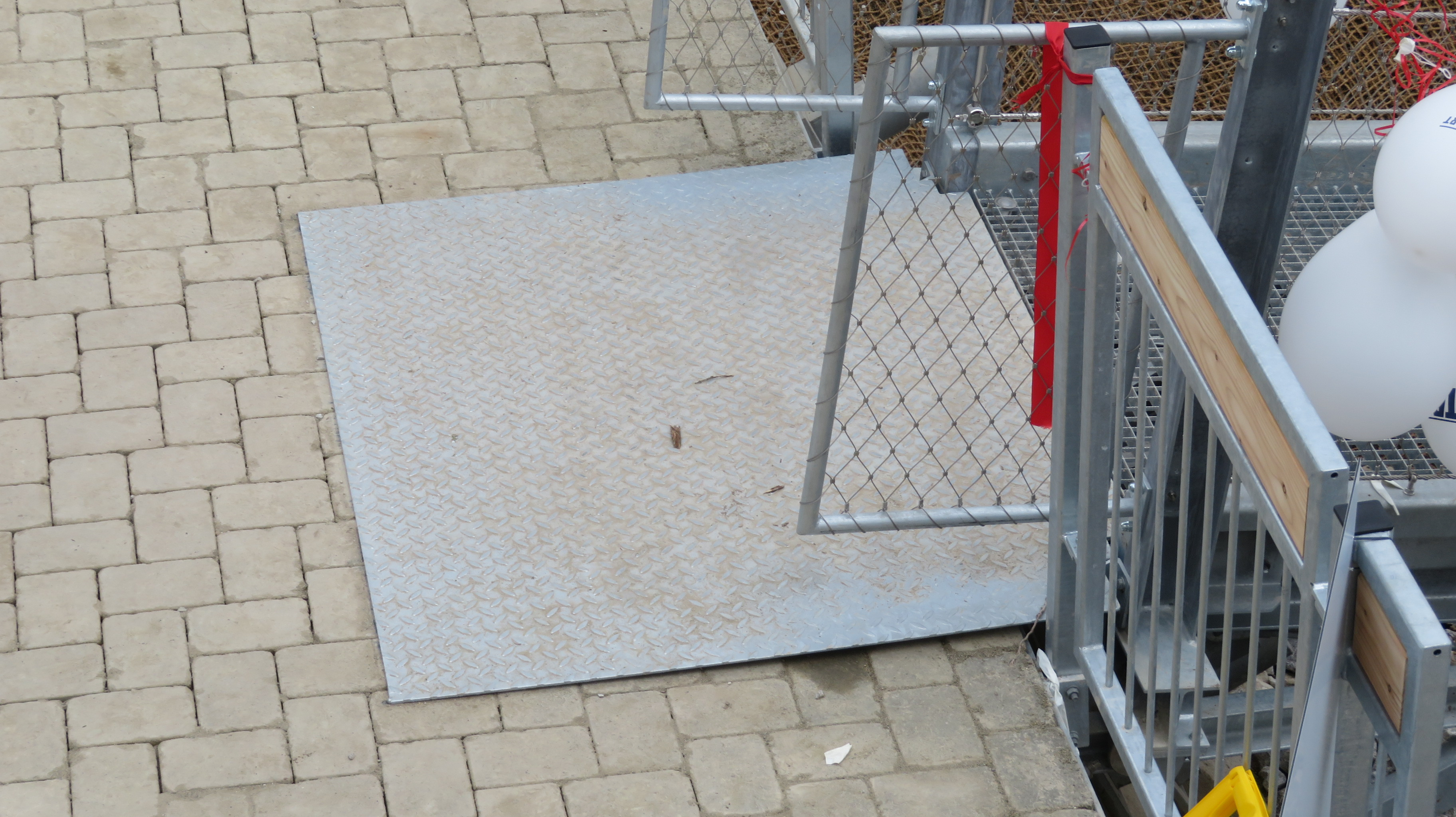
Schleppplatte am Übergang bei Fußgängerhängebrücke

## Brücken
Bei Brücken bilden die Bauteile Fundament, Widerlagerwand und Brückenträger eine ziemlich starre Einheit. Dagegen ist der unmittelbar benachbarte Untergrund als weich anzusehen. Es entstehen Setzungen, die insbesondere im Auffüllbereich sehr ausgeprägt auftreten. Ohne ein Zwischenbauteil entstünde an der Fahrbahn ein Sprung, der durchaus einige Zentimeter betragen würde. Um diesen Absatz für den Verkehr zu vermeiden, wird eine Schleppplatte ausgeführt. Diese hat je nach Brücke eine Länge von drei bis sechs Metern und liegt einerseits auf der Widerlagerwand und andererseits auf dem gewachsenen Boden in frostfreier Tiefe auf. Die Schleppplatte wird meist aus Stahlbeton hergestellt und wie ein Brückenträger, der zwei Auflager hat, statisch berechnet. Nach der Herstellung wird die Schleppplatte eingeschüttet und der Straßenbelag aufgebracht.

## Hochbau
Bei unterschiedlich hoch belasteten Bauwerken besteht die Gefahr, dass beide Bauwerke verschiedene Setzungen erfahren. Ein Übergang zwischen den Bauwerken muss nun mit einer beweglichen Schleppplatte hergestellt werden, um unangenehme, sich ständig verändernde Absätze zu vermeiden. Es werden dazu Träger und Plattenkonstruktionen verwendet, die auf beiden Seiten gelenkig angeschlossen werden. Diese Schleppplatten können mit jedem Baustoff ausgeführt werden, der auch für Decken Anwendung findet (Holz, Stahl, Stahlbeton, Faserbeton, Verbundbauweise).

## Kanalschacht
Wenn bei einem Straßenaufbau die Frostschutzschicht nicht ausreichend dimensioniert ist, kommt es im Winter zum Auffrieren des darunterliegenden Untergrundes. Es hebt sich somit die gesamte Straße um das Maß, wie sich der gefrorene Untergrund ausdehnt. Dies entsteht durch die Eisbildung in den Poren, wo das Volumen um ca. 10 % zunimmt, da es beim Übergang von Wasser zu Eis eine Volumenausdehnung von ca. 10 % gibt.
Einfache Nachrechnung:
Wenn 50 cm Boden friert, entsteht folgende Hebung:
Boden hat ca. 30 % Poren mit Wasser gefüllt, diese vereisen. 
50 cm * 0,30 * 0,1 = 1,5 cm Hebung der Fahrbahn im Winter.
Der Kanalschacht ist frostfrei gegründet und hebt sich daher im Winter nicht. Dies hat zur Folge, dass der Kanaldeckel im Winter tiefer liegt als die Fahrbahn. Er „sinkt“ im Winter in die Straße um das errechnete Maß ein.

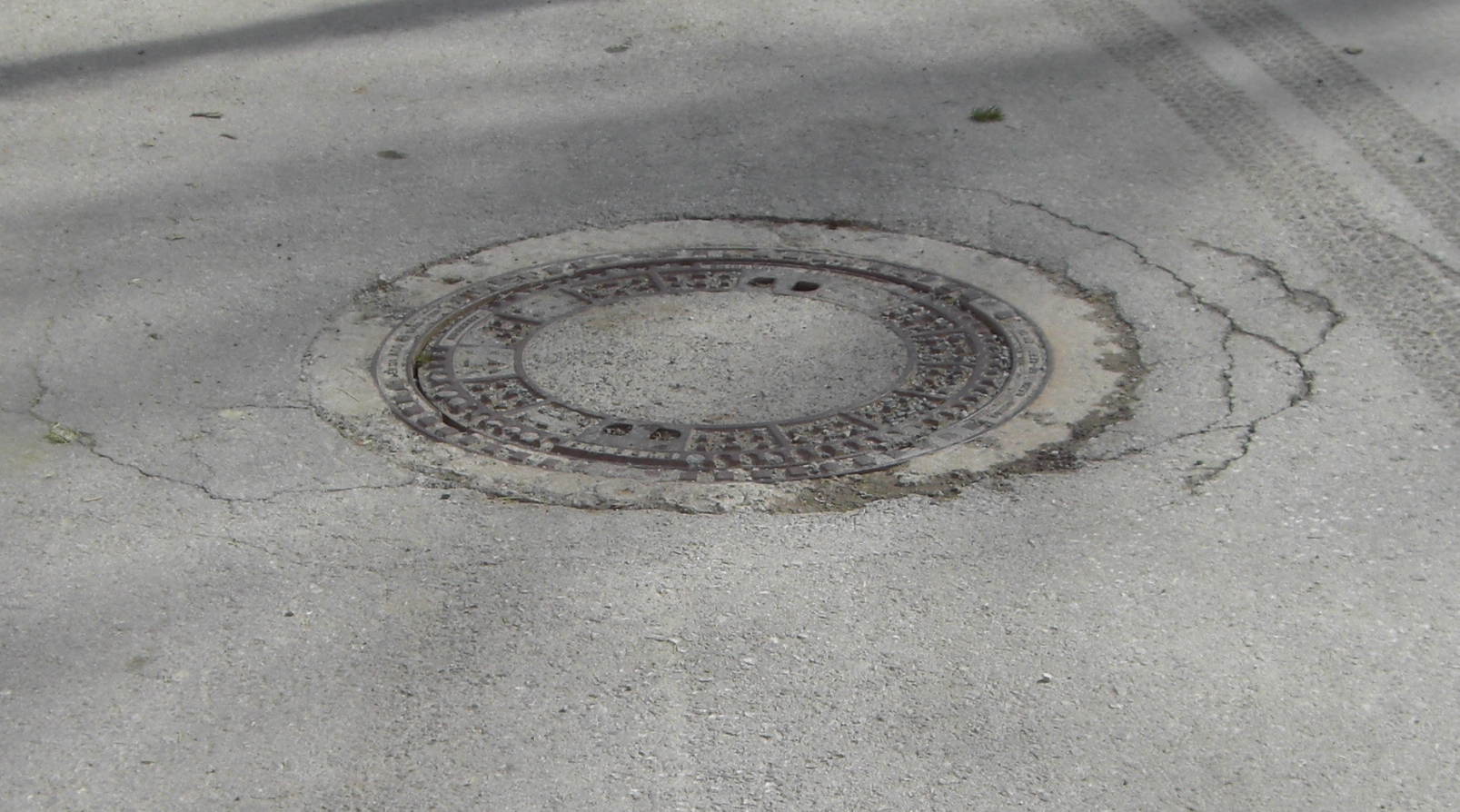
Straßenhebung bei Kanaldeckel
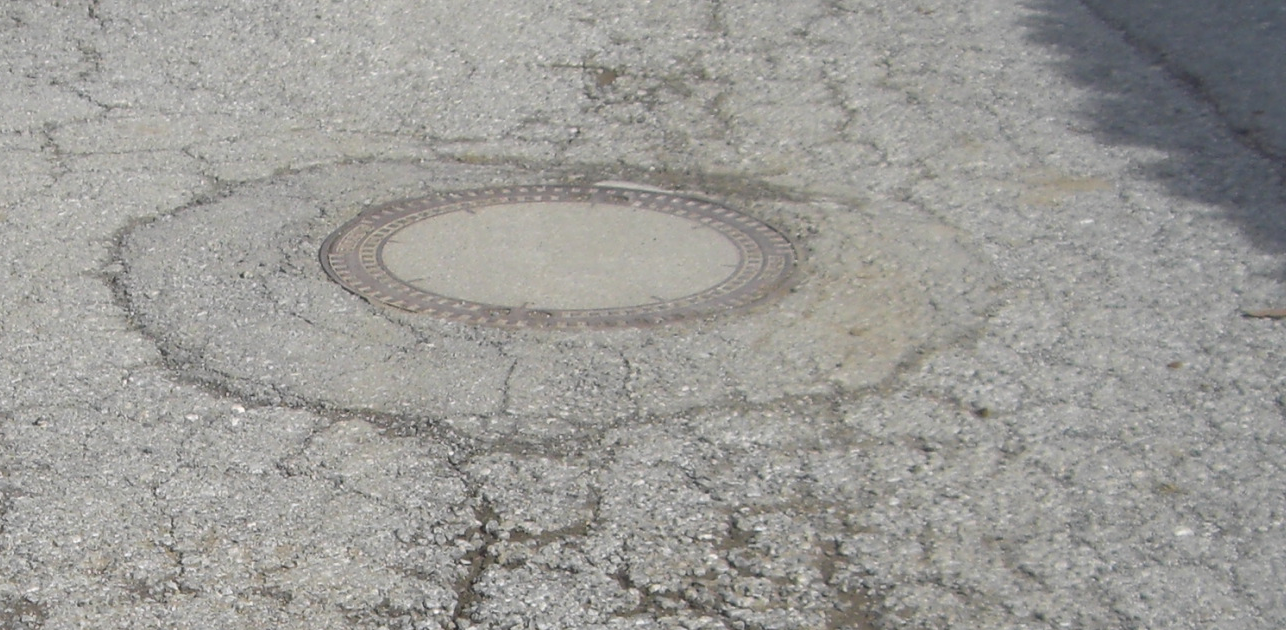
Sanierter Kanalbereich

Die beiden Bilder zeigen den üblichen Zustand, einerseits die Hebung der Fahrbahn im Winter und andererseits den Versuch einer Sanierung der Risse um den Kanaldeckel, der im vorliegenden Fall wenig Erfolg zeigt. Die Lösung des Problems scheint eine Konstruktion mit einer Schleppplatte – ausgebildet als Ring – zu sein, wie sie in der Konstruktionszeichnung angegeben wird, jedoch sind derzeit noch keine praxistauglichen Systeme am Markt bekannt.